# Selima Sfar
Selima Sfar (em árabe: سليمة صفر; Sidi Bou Said, 8 de julho de 1977) é uma ex-tenista profissional tunisiana
Disputou três Olimpíadas, 1996, 2000 e 2008.